# Eustaci de Beirut
Eustaci de Beirut (Eusthatius, Εὐστάθιος) fou un bisbe de Beritos o Beirut del segle v que va presidir un sínode de bisbes a Beirut el 448 i que va estar present al concili de Calcedònia el 451.